# Rocoțea
Rocoțeaua (Stellaria graminea) este o specie de plante din familia Caryophyllaceae, nativă Eurasiei și introdusă în America de Nord.